# جوسيبي بيرون
جوسيبي بيرون (بالإيطالية: Giuseppe Pirrone)‏ (13 مايو 1986 بألكامو في إيطاليا - ) هو لاعب كرة قدم إيطالي في مركز الوسط. لعب مع نادي أسكولي وManfredonia Calcio ‏ ونادي طرابنش 1905 ‏ وUSD Ragusa 2014 ‏ وASD Campobello ‏.

## روابط خارجية
- جوسيبي بيرون على موقع قاعدة بيانات كرة القدم.إي يو (الإنجليزية)
- جوسيبي بيرون على موقع Soccerway.com (الإنجليزية)